# Peter Gingold

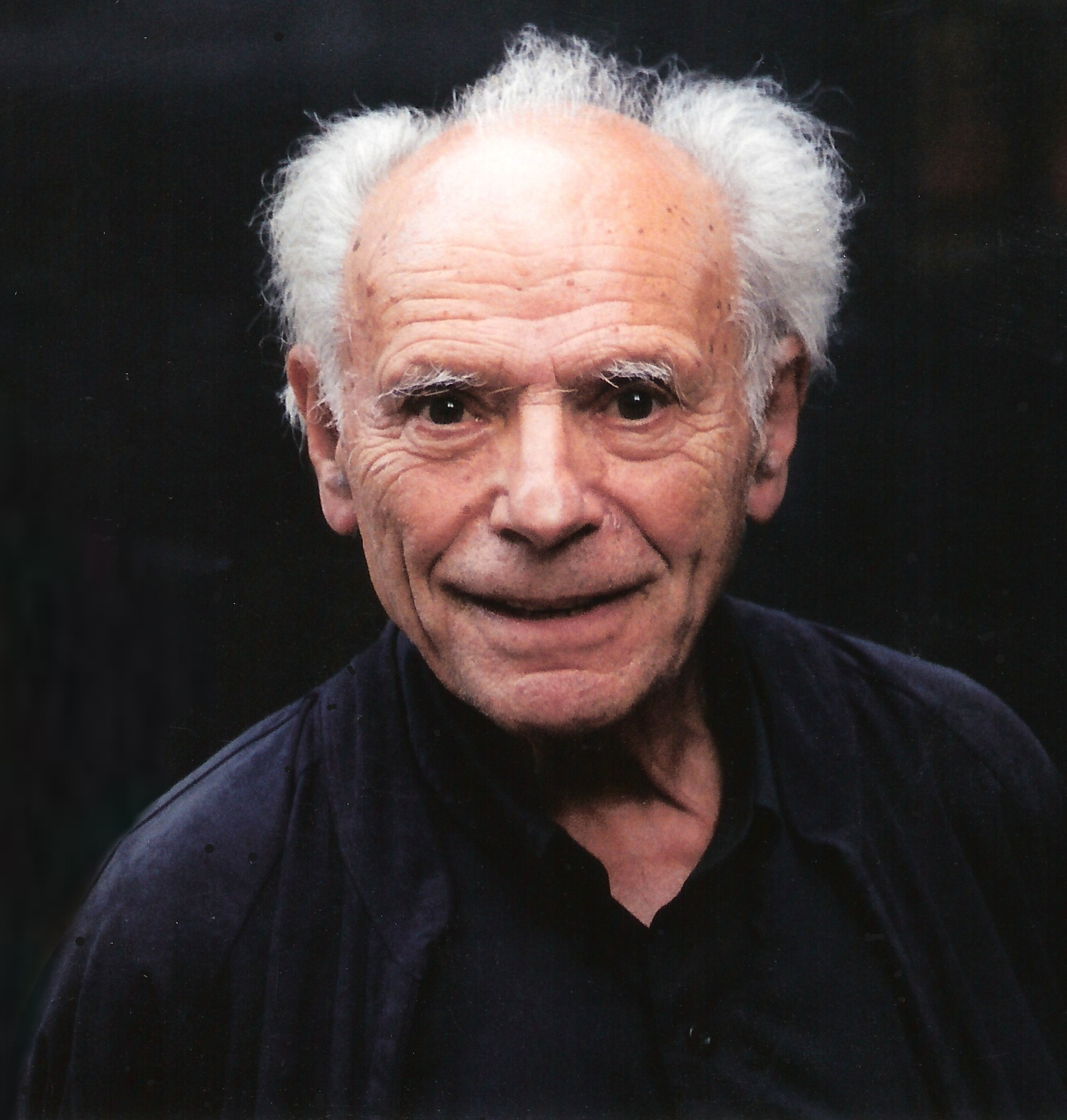
Peter Gingold im September 2000

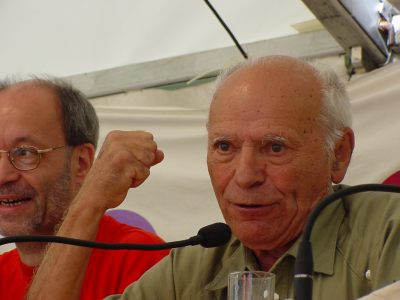
Peter Gingold, UZ-Pressefest 2003

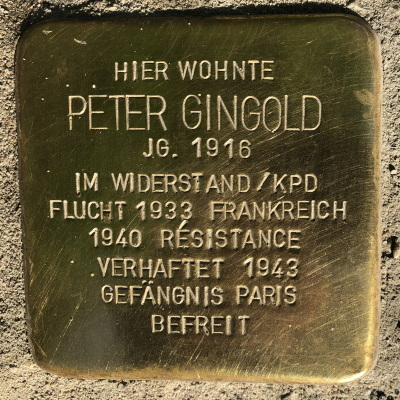
Stolperstein

Peter Philipp Gingold (geboren am 8. März 1916 in Aschaffenburg; gestorben am 29. Oktober 2006 in Frankfurt am Main), deutsch-jüdischer Herkunft, war ein kommunistischer Widerstandskämpfer gegen den Nationalsozialismus, der sein antifaschistisches Engagement nach dem Ende des NS-Regimes in vielfältigen Aufgabenbereichen fortsetzte.

## Leben
Gingold wuchs in einem jüdischen Elternhaus in Aschaffenburg und ab 1922 in Frankfurt am Main auf. Seine Eltern waren polnischstämmige Juden, die sich, dem zunehmenden Antisemitismus im ländlichen Raum entfliehend, in Aschaffenburg angesiedelt und sich dort ihren Lebensmittelpunkt geschaffen hatten. Sie hatten zwar ein Aufenthaltsrecht, aber keine deutsche Staatsangehörigkeit. Sein Vater wurde Konfektionsschneider. In Frankfurt besuchte Peter Gingold die Jüdische Volksschule, begann 1930 eine kaufmännische Lehre in einer Musikgroßhandlung und trat in die Gewerkschaftsjugend des Allgemeinen freien Angestelltenbundes (AfA-bund) ein. Im Jahre 1931 wurde er im Kommunistischen Jugendverband Deutschlands (KJVD) Mitglied. Ab 1933 wurde er im illegalen Widerstand tätig. Im Mai 1933 emigrierten seine Eltern und Geschwister nach Frankreich. Gingold wurde im Juni bei einer Razzia der SA verhaftet und bekam nach mehreren Monaten Gefängnis die Anordnung, Deutschland zu verlassen.
Er emigrierte im Herbst 1933 nach Frankreich, arbeitete bei der deutschsprachigen antifaschistischen Tageszeitung Pariser Tageblatt und war in einer kleinen Gruppe des KJVD in Paris politisch tätig. Im Juni 1936 gründete er in Paris mit anderen jungen deutschen Antifaschisten die Freie Deutsche Jugend (FDJ) und lernte dort Ettie Stein-Haller, seine spätere Frau, kennen. Im Jahr 1937 trat er in die Kommunistische Partei Deutschlands ein. Im Januar 1940 heiratete er Ettie Stein-Haller und wurde im Mai als „deutschstämmiger Staatenloser“ von den Franzosen interniert. Nach der vorhergegangenen Internierung im Stade Buffalo bei Paris landete er zusammen mit seinen Kameraden Michael Tschesno-Hell und Stephan Hermlin (damals noch Rolf Leder) zunächst im Internierungslager Camp de la Braconne, bevor er zusammen mit Tschesno-Hell als Prestataire dienstverpflichtet und in das Internierungslager Langlade verlegt wurde.
Im Juni 1940 wurde Alice, die erste Tochter der Gingolds, geboren, und im September konnte Peter Gingold in Langlade seine Demobilisierung durchsetzen und nach Paris zurückkehren, wo er im deutschen antifaschistischen Widerstand aktiv wurde. Im Frühjahr 1941 gab er die Tätigkeit auf, da die Gestapo nach ihm fahndete. Er ging im April nach Dijon und wurde in der Travail allemand (TA), einer Gruppe in der Résistance, tätig, die antifaschistische Flugblätter unter den deutschen Soldaten verbreitete. Seine Aufgabe war unter anderem, den Kontakt zu den Soldaten der Wehrmacht herzustellen, um Hitler-Gegner herauszufinden und für die Zusammenarbeit in der Résistance zu gewinnen. Im Juli 1942 wurden zwei seiner Geschwister in Paris verhaftet und in das KZ Auschwitz deportiert. Im Februar 1943 wurde er in Dijon von der Gestapo verhaftet und mehrere Wochen lang verhört und gefoltert. Gingold wurde nach Paris überführt. Ihm gelang im April die Flucht, und nach ein paar Wochen war er wieder in der Résistance tätig. Im August 1944 beteiligte er sich am Aufstand zur Befreiung von Paris und ging als Frontbeauftragter der Komitee Freies Deutschland für den Westen (KDFW frz. CALPO) mit dem 1. Pariser Regiment nach Lothringen. 1945 wurde er von der US-Armee inhaftiert und kam wegen falschen Verdachts für kurze Zeit in ein französisches Kriegsgefangenenlager. Ende April war er als Frontbeauftragter bei den Partisanen in Norditalien und erlebte dort das Ende des Zweiten Weltkrieges.
Gingold kehrte im August 1945 nach Frankfurt am Main zurück und wurde wieder zusammen mit seiner Frau Ettie in der KPD aktiv. Er wurde Mitglied des Sekretariats der hessischen KPD und Schulungsleiter dort; für den Grenzapparat von Richard Stahlmann bei der SED-Führung in Berlin arbeitete er als Kurier. 
1974 erhielten Gingold, seine Frau und seine Tochter nach einer Entscheidung des Frankfurter Verwaltungsgerichts die deutsche Staatsbürgerschaft.
Seit der Gründung der DKP 1968 war er dort Mitglied. Er war in den 1970er Jahren Vorsitzender der Bezirksschiedskommission der Partei, die laut Statut auf Antrag bei Parteiordnungsverfahren tätig wird und entscheidet, wenn Mitglieder „in schwerwiegender Weise gegen Statut oder Programm der DKP verstoßen“ haben sollen. Bei den Hessischen Landtagswahlen 1978 kandidierte er für die DKP als Direktkandidat im Wahlkreis 14 (Fulda) und erzielte ein Wahlergebnis von 153 Stimmen. Er lebte bis zu seinem Tod in Frankfurt am Main und war unter anderem politisch aktiv in der Vereinigung der Verfolgten des Naziregimes – Bund der Antifaschistinnen und Antifaschisten (VVN/BdA), im Verband Deutscher in der Résistance, in den Streitkräften der Antihitlerkoalition und der Bewegung „Freies Deutschland“ e. V. (DRAFD) und im Auschwitzkomitee. 1990 kandidierte er auf der offenen PDS-Liste für den Deutschen Bundestag. Er war als Zeitzeuge in ganz Deutschland aktiv.
Kopien aus Peter Gingolds Nachlass finden sich im Archiv des Fritz Bauer Instituts in Frankfurt am Main.
Gingolds Tochter Silvia erhielt aufgrund des Radikalenerlasses als Mitglied der von den Behörden als verfassungsfeindlich eingestuften DKP keine Anstellung als Beamtin in Hessen.

## Auszeichnungen und Gedenken
- Die Stadt Frankfurt am Main zeichnete Gingold 1991 mit der Johanna-Kirchner-Medaille aus.
- Am 12. Dezember 2004 wurde ihm in Berlin gemeinsam mit Esther Bejarano, Percy MacLean und Martin Löwenberg von der Internationalen Liga für Menschenrechte die Carl-von-Ossietzky-Medaille verliehen.
- Ein Stolperstein wurde im Jahr 2021 in Frankfurt am Main in der "Breiten Gasse 23" verlegt
- Im Juli 2023 brachte Aschaffenburg eine Gedenktafel gegenüber dem Geburtshaus von Gingold an.[7]

## Filme, Musik
- Reichsfeind, Volksfeind, Verfassungsfeind. Dokumentarfilm über das Leben von Peter Gingold. Von Ralf Küster aus dem Jahr 2005.
- Über den Kampf deutscher Antifaschisten in der Resistance drehten Frank Gutermuth und Wolfgang Schoen den Film Frankreichs fremde Patrioten – Deutsche in der Résistance[8]
- Hannes Wader: Boulevard St. Martin. Lied, das die Pariser Flucht von Peter Gingold aus der Nazigefangenschaft thematisiert (Album Nah dran, 2012)
- In dem Film Fluchtweg nach Marseille von Ingemo Engström und Gerhard Theuring war Peter Gingold einer der Zeitzeugen.